# Keating (Pensilvania)
Keating es un área no incorporada ubicada en el condado de Clinton en el estado estadounidense de Pensilvania. 

## Geografía
Keating se encuentra ubicada en las coordenadas 41°15′32″N 77°54′15″O / 41.25889, -77.90417.